# Calciatore sudamericano dell'anno 1990
Il premio di calciatore sudamericano dell'anno per il 1990 fu assegnato a Raúl Amarilla, calciatore paraguaiano dell'Olimpia.

## Classifica
| Pos. | Calciatore      | Naz.      | Punti | Club              |
| ---- | --------------- | --------- | ----- | ----------------- |
| 1.   | Raúl Amarilla   | Paraguay  | 57    | Olimpia           |
| 2.   | Rubén da Silva  | Uruguay   | 32    | River Plate       |
| 3.   | Leonel Álvarez  | Colombia  | 25    | Atlético Nacional |
| 3.   | René Higuita    | Colombia  | 25    | Atlético Nacional |
| 5.   | Fabián Basualdo | Argentina | 23    | River Plate       |